# Тіна Герголд
Тіна Герголд (словен. Tina Hergold; нар. 18 жовтня 1981) — колишня словенська тенісистка.
Найвищу одиночну позицію світового рейтингу — 157 місце досягла 4 грудня 2000, парну — 143 місце — 20 листопада 2000 року.
Здобула 3 одиночні та 9 парних титулів.

## Фінали ITF

### Одиночний розряд: 6 (3–3)
| Легенда          |
| ---------------- |
| турніри $100,000 |
| турніри $75,000  |
| турніри $50,000  |
| турніри $25,000  |
| турніри $10,000  |

| Фінали за покриттям |
| ------------------- |
| Тверде (0–1)        |
| Ґрунт (3–2)         |
| Трава (0–0)         |
| Килим (0–0)         |

| Результат | Ранг | Дата            | Турнір                  | Покриття | Суперниця         | Рахунок            |
| --------- | ---- | --------------- | ----------------------- | -------- | ----------------- | ------------------ |
| Перемога  | 1.   | 18 липня 1999   | ITF Пухгайм, Німеччина  | Ґрунт    | Адріана Герші     | 3–6, 7–6(7–4), 6–3 |
| Поразка   | 1.   | 22 жовтня 2000  | ITF Ларго, США          | Тверде   | Брі Ріппнер       | 2–6, 1–6           |
| Перемога  | 2.   | 10 березня 2002 | ITF Макарська, Хорватія | Ґрунт    | Марія Вольфбрандт | 3–6, 6–3, 7–5      |
| Поразка   | 2.   | 31 березня 2002 | ITF Філотеї, Греція     | Ґрунт    | Петра Цетковська  | 3–6, 2–6           |
| Перемога  | 3.   | 14 квітня 2002  | ITF Макарська, Хорватія | Ґрунт    | Івана Лісяк       | 6–4, 6–2           |
| Поразка   | 3.   | 13 жовтня 2002  | ITF Макарська, Хорватія | Ґрунт    | Івана Лісяк       | 6–7(5–7), 7–5, 3–6 |

### Парний розряд: 14 (9–5)
| Легенда          |
| ---------------- |
| турніри $100,000 |
| турніри $75,000  |
| турніри $50,000  |
| турніри $25,000  |
| турніри $10,000  |

| Фінали за покриттям |
| ------------------- |
| Тверде (0–0)        |
| Ґрунт (9–4)         |
| Трава (0–0)         |
| Килим (0–1)         |

| Результат | Ранг | Дата              | Турнір                           | Покриття  | Партнерка          | Суперниці                                       | Рахунок       |
| --------- | ---- | ----------------- | -------------------------------- | --------- | ------------------ | ----------------------------------------------- | ------------- |
| Перемога  | 1.   | 15 червня 1997    | ITF Веленє, Словенія             | Ґрунт     | Тіна Писник        | Гелена Фремутова Анета Сукап                    | w/o           |
| Перемога  | 2.   | 24 серпня 1997    | ITF Марибор, Словенія            | Ґрунт     | Тіна Писник        | Нівес Чулум Тина Хойник                         | 6–3, 6–2      |
| Поразка   | 1.   | 24 липня 1999     | ITF Дублін, Ірландія             | Килим     | Ганна Коллін       | Суріна де Беер Ципора Обзилер                   | 5–7, 6–4, 2–6 |
| Поразка   | 2.   | 3 червня 2000     | ITF Модена, Італія               | Ґрунт     | Мая Матевжич       | Лурдес Домінгес Ліно Марія Хосе Мартінес Санчес | 4–6, 6–4, 3–6 |
| Поразка   | 3.   | 9 лютого 2002     | ITF Лечче, Італія                | Ґрунт (i) | Ева Ербова         | Юлія Бейгельзимер Естер Мольнар                 | 6–7(3–7), 4–6 |
| Перемога  | 3.   | 9 березня 2002    | ITF Макарська, Хорватія          | Ґрунт     | Євгенія Савранська | Івана Абрамович Ленка Тварошкова                | 5–7, 6–3, 7–5 |
| Перемога  | 4.   | 17 березня 2002   | ITF Макарська, Хорватія          | Ґрунт     | Євгенія Савранскі  | Сільвія Дісдері Зузана Гейдова                  | 6–3, 7–5      |
| Перемога  | 5.   | 13 квітня 2002    | ITF Макарська, Хорватія          | Ґрунт     | Петра Цетковська   | Даніела Казанова Маріяна Ковачевич              | 7–5, 6–2      |
| Поразка   | 4.   | 12 травня 2002    | ITF Затон, Хорватія              | Ґрунт     | Санда Мамич        | Даніела Клеменшиц Сандра Клеменшиц              | 4–6, 4–6      |
| Перемога  | 6.   | 2 червня 2002     | ITF Мостар, Боснія і Герцеговина | Ґрунт     | Сандра Начук       | Катарина Мишич Каталін Мароші                   | 6–3, 6–3      |
| Перемога  | 7.   | 23 червня 2002    | ITF Горіція, Італія              | Ґрунт     | Сандра Начук       | Аранча Парра Сантонха Карла Тіене               | 6–4, 6–3      |
| Перемога  | 8.   | 28 липня 2002     | ITF Český Krumlov, Чехія         | Ґрунт     | Каталін Мароші     | Габріела Хмелінова Мілена Неквапілова           | 7–6(7–2), 7–5 |
| Перемога  | 9.   | 25 серпня 2002    | ITF Марибор, Словенія            | Ґрунт     | Естер Мольнар      | Альона Бондаренко Ольга Калюжная                | 6–1, 6–1      |
| Поразка   | 5.   | 11 листопада 2002 | ITF Мехіко, Мексика              | Ґрунт     | Ванесса Вебб       | Ольга Виметалкова Габріела Навратілова          | 6–3, 3–6, 4–6 |